# Цветочные мухи
Цветочные мухи (лат. Anthomyia) — род двукрылых насекомых из семейства мух-цветочниц (Anthomyiidae).

## Описание
Мелкие или среднего размера стройные мухи (обычно около 5—7 мм). 6-й тергит брюшка редуцирован. Тело серо-чёрное в пятнах. Проплевра в щетинках. Личинки развиваются в растениях (могут вредить). Мухи встречаются на цветах и листьях различных растений.
Личинки мух рода Anthomyia вызывают миазы и кишечные миазы (A. pluvialis).

## Классификация
Род был впервые выделен в 1803 году немецким энтомологом Йоханном Вильгельмом Мейгеном. В России 7 видов.
В мировой фауне более 80 видов (включая Craspedochoeta), в том числе:
- Anthomyia bazini Séguy, 1929
- Anthomyia benguellae Malloch, 1924
- Anthomyia cannabina (Stein, 1916)
- Anthomyia canningsi Griffiths, 2001
- Anthomyia confusanea Michelsen in Michelsen & Báez, 1985
- Anthomyia facialis (Malloch, 1918)
- Anthomyia imbrida Róndani, 1866
- Anthomyia liturata (Robineau-Desvoidy, 1830)
- Anthomyia maura (Stein in Becker, 1908)
- Anthomyia mimetica (Malloch, 1918)
- Anthomyia monilis (Meigen, 1826)
- Anthomyia nigriceps (Huckett, 1946)
- Anthomyia obscuripennis (Bigot, 1886)
- Anthomyia ochripes Thomson, 1869
- Anthomyia oculifera Bigot, 1885
- Anthomyia plurinotata Brullé, 1833
- Anthomyia pluvialis (Linnaeus, 1758)
- Anthomyia procellaris Róndani, 1866
- Anthomyia quinquemaculata Macquart, 1839
- Anthomyia tempestatum Wiedemann, 1830
- Anthomyia xanthopus (Hennig, 1976)